# Dircemella
Dircemella là một chi bọ cánh cứng trong họ Chrysomelidae.
Chi này được Weise miêu tả khoa học năm 1902.

## Các loài
Các loài trong chi này gồm:
- Dircemella batesi (Jacoby, 1884)
- Dircemella dircemoides (Harold, 1879)
- Dircemella humeralis Laboissiere, 1930
- Dircemella marginata (Baly, 1879)
- Dircemella minuta Laboissiere, 1920